# Claude Fayet
Pour les articles homonymes, voir Fayet, Laborde et Batbedat.
Claude Fayet, née Jeanne Laborde le 19 février 1895 à Dax (France) et morte le 12 décembre 1986 à Gif-sur-Yvette, est une femme de lettres et romancière française.

## Biographie
Jeanne Laborde naît le 19 février 1895 à Dax,. D'abord pharmacien, son père devient magistrat à Mont-de-Marsan puis Saint-Sever, où Jeanne Laborde terminera ses études après avoir vécu à Pau,. C’est dans cette ville  qu’elle rencontre, puis épouse en 1921, Gérard Batbedat (1886-1936), « homme de théâtre » et chroniqueur dramatique,,. De cette union naissent :
- Jean Batbedat, diplomate, ambassadeur de France en Irlande. Il publia chez Albin Michel plusieurs romans sous le nom de plume « Michel Larneuil ».
- Vincent Batbedat, sculpteur.
- Micheline Batbedat, épouse Fauvel[8].

Le couple fréquente de nombreux artistes, car le mari de Jeanne Laborde, Gérard Batbedat, pendant ses études de droit à Bordeaux, s'est lié avec un certain nombre d'artistes, peintres, sculpteurs et écrivains. Claude Fayet rencontre ainsi Blaise Cendrars, Jean Anouilh, Robert Wlérick ou encore Louis Jouvet. Gérard Batbedat retrouve à Paris ceux que la guerre avait épargnés. Il est fasciné par le théâtre et rencontre de nombreux acteurs de cette époque : Charles Dullin, Gaston Baty, Louis Jouvet, le musicien Jacques Ibert, le poète Noël Nouet, Maria Martinez Sierra, Jean Anouilh. Il prend la direction du Studio des Champs-Élysées en 1930.
Jeanne Laborde publie un premier roman sous le pseudonyme de « Claude Fayet », puis contribue à l'ouvrage collectif « Nos Landes », qui lui doit son chapitre « Gastronomie ». Son troisième roman, Rhapsodie hongroise, lui permet de faire partie des finalistes du Prix Minerva de l'année 1936,. De même, son roman L'Épreuve de la neige est sélectionné par l'Académie féminine des lettres de Marie de Wailly en 1938. Il s'inspire d'une histoire vraie survenue en montagne - un couple pris au piège dans un refuge lors d'une tempête de neige - dont elle a pris connaissance dans un quotidien. Bouleversée par ce drame, Claude Fayet décide d'imaginer la vie de ce couple et d'en faire un roman.
En parallèle, la santé de son mari, Gérard Batbedat, qui avait été gazé et gravement blessé lors des combats de la Première Guerre mondiale, se dégrade progressivement. Le 6 juillet 1936, il meurt prématurément d'une crise d’asthme conjuguée à une double pneumonie,.
À la suite de ce décès, Claude Fayet se retire en Chalosse, à Poyanne (Landes), dans la maison familiale de son mari. Elle en est cependant expulsée en 1940, pendant deux ans, par l'occupant allemand qui fait de la maison Batbedat le siège de la Kommandantur locale. La famille se réfugie alors à Lahosse, dans la vieille maison familiale des Laborde, « Fayet », dont elle avait emprunté le nom.
Sociétaire de la Société des gens de lettres, elle continue d'écrire ses romans sentimentaux pour jeunes filles, qui connaissent un succès ininterrompu. Elle meurt à Gif-sur-Yvette le 12 décembre 1986,.

## Œuvre

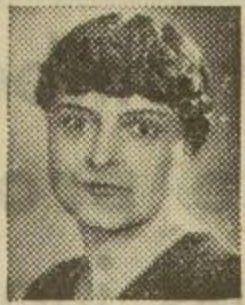
Portrait de Claude Fayet en 1938, publié dans L'Excelsior.

Au total, Jeanne Laborde a écrit une vingtaine de romans sous son pseudonyme Claude Fayet, parus en général d'abord en feuilletons dans des dizaines de journaux francophones, puis sous forme de livres. Plusieurs d'entre eux ont été publiés sous deux noms différents (exemple : Enquête privée publié par la S.E.P.E. est devenu Pour sauver Anne aux éditions du Dauphin). Certains ont fait l'objet de traductions ou d'adaptations (en anglais, italien et allemand).
- Au clair de la lune, feuilleton édité sur L'Écho de Paris et La Mode pratique, puis édité en roman chez Plon coll. La Liseuse, en 1929.
- La Sagesse d’autrui, feuilleton édité sur Les Veillées des chaumières, éd. Gautier-Languereau, en 1935, puis édité en roman par Plon en 1956, enfin par Tallandier en 1970[21], dédicacé à Blaise Cendrars[22].
- Rhapsodie hongroise, roman édité par Plon en 1935[23] puis par Tallandier en 1956
- Une jeune fille sur un bateau, roman édité par Tallandier en 1936.
- L'Obstacle[24], roman édité par Plon en 1937[25], puis par Tallandier en 1969, et en 1980. Traduit et édité en allemand avec le titre Umweg der Liebe par Josef Habbel (de), en 1937.
- L'Épreuve de la neige, roman édité par Plon en 1938[26],[27], puis par Tallandier en 1966.
- Le Temps des œillets, paru sous forme de feuilleton dans Le petit écho de la Mode, puis édité en roman par Tallandier en 1941, 1949 et 1975.
- La Dame aux jacinthes, roman édité par Tallandier en 1943, 1955 et 1972.
- Enquête privée, roman édité par Société d’Éditions et de Publications Européennes (SEPE), en 1946, coll. Le Labyrinthe, édité sous le pseudonyme Jean Cardonne[28], puis par les éditions du Dauphin sous le titre Pour sauver Anne en 1971.
- Serreloup, roman édité par Tallandier en 1949 et 1973.
- Héritière, roman édité par Tallandier en 1951 et 1971.
- Un mensonge, roman édité par Delphine en 1952.
- Été perdu, roman édité par Plon en 1953 puis Tallandier en 1974.
- Une fiancée provisoire , roman édité par Delphine en 1953.
- Amours basques, roman édité par Tallandier en 1953.
- La Belle Herbe, publié sous forme d'un feuilleton par le journal Sud Ouest avec le pseudonyme Jean Cardonne, puis édité sous forme de roman par Tallandier en 1968 puis en 1979.  (ISBN 9782235007245)
- La Maison du secret, roman édité par Plon en 1955.
- Le Même Fleuve, paru dans Lectures d’aujourd’hui No 353 en 1961
- Marjolaine et Cie, paru dans Femmes d’aujourd’hui sous forme de feuilleton en 1961.
- Deux Amours feuilleton paru dans La vie en fleur en 1961. Roman complet édité Tallandier en 1962 et 1976.
- Le Chemin du retour, édité sous forme de feuilleton sur Femmes d'aujourd'hui No 1034 du 25 janvier 1965. Roman édité par Tallandier en 1965 et 1977  (ISBN 9782235001557)
- Les Diamants maléfiques, roman édité par Tallandier en 1966, 1978 et 1977.  (ISBN 9782235004558)
- L'Asphodèle, roman édité par Tallandier en 1968 et 1977 dans la collection Floralies.  (ISBN 9782235003261)
- Le Mouchoir bleu, roman édité par les Éditions du dauphin en 1969 et 1980.  (ISBN 978-2716310185)
- La Fougeraie, roman édité par Tallandier en 1971.
- Les Yeux qui se voilent, roman édité par Tallandier en 1972 et 1978, édité par Le cercle romanesque  en 1972.  (ISBN 9782235005159)
- Fiançailles rompues, roman édité par Tallandier en 1976.
- L'Hostellerie du Vieux Moulin, roman édité par Tallandier en 1976 et 1979.  (ISBN 9782235007900)
- Lucuspin, roman édité par Plon en 1955.

## Ouvrages collectifs
- [1927] « Gastronomie », dans Nos Landes. Vision d'Ensemble sur le Pays Landais (collectif de 20 auteurs dont les fondateurs d’Hossegor, J.-H. Rosny jeune, Barranx, Dubalen, André Vidal,…), Mont-de-Marsan, éd. David Chabas, 1927, XII-374 p.[11]
- [1952] Gastronomie landaise, Capbreton, éd. David Chabas, coll. « Connaître le Sud-Ouest » (no 4), 1952.

## Réception
La critique se montre favorable à ses publications :

« Mme Claude Fayet tient cette gageure d'élever le Cuisinier landais à la hauteur d'un thème lyrique et de faire tressaillir dans sa tombe l'ombre gourmande de Brillat-Savarin. »

« M. Claude Fayet publie chez Plon un joli roman romanesque, de la meilleure tradition, appelée Rhapsodie hongroise. La cuisine y est bien faite, avec tous les ingrédients. »

Claude Fayet est notamment considérée comme « une distinguée romancière ».